# Cecco Angiolieri
Cecco Angiolieri fue un poeta medieval, contemporáneo de Dante, que vivió entre 1260 y 1312. Perteneció a la escuela de Toscana, que reunió a un puñado de poetas populares y jocosos, de los cuales Angiolieri es el más relevante. Su composición "Si yo fuera fuego..." (así como algunos versos en contra de Alighieri) son frecuentemente citados en antologías de lírica popular en la Edad Media. La crítica actual sostiene que Cecco fue menos rebelde de como lo presentan los Románticos, los cuales reivindicaron con fuerza sus ideales. Está fuera de duda, de cualquier manera, que vivió una vida por lo menos aventurera.

## Biografía
Su padre era Angioliero, que a su vez era hijo de Angioliero llamado Solàfica (es decir Seráfica) que por algunos años fue el banquero del papa Gregorio IX, y la madre Lisa de' Salimbeni, la potente familia sienesa.
En 1281 estaba entre los güelfos sieneses al momento del asedio de sus conciudadanos gibelinos encerrándolos en el castillo de Torre de Maremma (en las cercanías de Roccastrada) y fue otras veces multado por haberse alejado del campo sin la licencia debida. De otras multas fue golpeado en Siena el año siguiente, el 11 de julio de 1282, por haber sido encontrado nuevamente dando vueltas de noche después del tercer sonido de la campana del Ayuntamiento. Análoga multa recibió en 1291, también por circunstancias parecidas.
Milita como aliado de los florentinos contra Arezzo en 1288 y es posible que aquí conociera a Dante. El soneto 100, fechado entre el 1289 y el 1294 parece confirmar que los dos se conocieron, en cuanto Cecco se refiere a un personaje (un mariscalco) que ambos conocían de persona (Lassar vo' lo trovare di Becchina, / Dante Alighieri, e dir del mariscalco).
Alrededor de 1296 fue alejado de Siena, a causa de un bando político. Se deduce del soneto 102  (del 1302-1303), dirigido a Dante, que entonces se encontraba en Verona, que en aquel período Cecco se encontraba en Roma (s'eo so fatto romano, e tu lombardo). No se sabe si la lejanía de Siena desde el 1296 al 1303 fue ininterrumpida. El soneto testimonia también la definitiva ruptura entre Cecco y Dante (Dante Alighier, i' t'averò a stancare / ch'eo so lo pungiglion, e tu sé 'l bue). Lamentablemente se perdieron los materiales poéticos dantescos relativas, además de a la tensión en rima, a la inicial amistad que se deterioraría.
En 1302 Cecco malvende por necesidad una viña suya a un tal Neri Perini del Pueblo de Sant'Andrea por setecientas liras y es esta la última noticia disponible de la vida de Angiolieri.
De un documento del 25 de febrero de 1313 sabemos que sus cinco hijos (Meo, Deo, Angioliero, Arbolina y Sinione – otra hija, Tessa, ya emancipada) renuncian a la herencia porque estaba demasiado gravada por deudas. Se puede, pues, suponer que Cecco Angiolieri haya muerto alrededor de 1310, tal vez entre 1312 y los primeros días del mismo 1313.
Se tiene conocimiento que fue multado por infracciones a la vida militar y que amó por toda la vida a una tal "Becchina", hija de un zapatero.

## Si fuese fuego, haría arder el mundo
A comienzos del siglo XIV, época en la que la poesía estaba dominada por el "Dolce Stil Novo", que representaba el amor con imágenes de grande delicadeza y dotada de elegancia, el irreverente Cecco Angiolieri compuso versos de fuerte provocación que elogiaban a las pasiones terrenas. El célebre soneto S'i' fosse foco, arderei 'l mondo (si yo fuese fuego, haría arder al mundo) pertenece a una tradición literaria secular que marcaba el improperio a la profanación de las convenciones.

## Relación con la música
El soneto S'i' fosse foco, arderei 'l mondo tuvo una transposición musical a obra de Fabrizio De André en el álbum Volume III de 1968.

## Influencia posterior
- Aparece retratado por Marcel Schwob en su libro Vidas imaginarias.[2]